# Exomalopsis campestris
Exomalopsis campestris är en biart som beskrevs av Silveira 1996. Exomalopsis campestris ingår i släktet Exomalopsis och familjen långtungebin. Inga underarter finns listade i Catalogue of Life.